# Юнион-Гров (тауншип, Миннесота)
Юнион-Гров (англ. Union Grove) — тауншип в округе Микер, Миннесота, США. На 2000 год его население составило 625 человек.

## География
По данным Бюро переписи населения США площадь тауншипа составляет 93,2 км², из которых 91,0 км² занимает суша, а 2,1 км² — вода (2,31 %).

## Демография
По данным переписи населения 2000 года здесь находились 625 человек, 230 домохозяйств и 178 семей.  Плотность населения —  6,9 чел./км².  На территории тауншипа расположена 301 постройка со средней плотностью 3,3 построек на один квадратный километр.
Из 230 домохозяйств в 35,2 % воспитывались дети до 18 лет, в 71,3 % проживали супружеские пары, в 3,0 % проживали незамужние женщины и в 22,6 % домохозяйств проживали несемейные люди. 20,4 % домохозяйств состояли из одного человека, при том 8,7 % из — одиноких пожилых людей старше 65 лет. Средний размер домохозяйства — 2,72, а семьи — 3,16 человека.
27,7 % населения — младше 18 лет, 8,0 % — в возрасте от 18 до 24 лет, 24,8 % — от 25 до 44, 25,4 % — от 45 до 64, и 14,1 % старше 65 лет. Средний возраст — 40 лет. На каждые 100 женщин приходилось 117,0 мужчин.  На каждые 100 женщин старше 18 приходилось 112,2 мужчин.
Средний годовой доход домохозяйства составлял 44 732 доллара, а средний годовой доход семьи —  52 813 долларов. Средний доход мужчин —  30 694  доллара, в то время как у женщин — 20 893. Доход на душу населения составил 21 157 долларов. За чертой бедности находились 2,2 % семей и 3,6 % всего населения тауншипа, из которых 5,6 % младше 18 лет.